# Менандр (гностик)
Мена́ндр Антиохийский — самарянин, гностик I века, последователь Симона Волхва. Его писания, по словам Иринея, оказали влияние на Василида и Сатурнина.